# Škoda Elroq
A Škoda Elroq nevű akkumulátoros elektromos SUV autótípust 2024-től gyártják. Október 1-jén, a 2024-es Párizsi Autószalonon való hivatalos bemutató előtt mutatták be. A neve az El for electric és a roq kombinációja, hogy a termikus Karoq szintjére kerüljön a gyártó kínálatában, ahogy az Enyaq a Kodiaq elektromos megfelelője, az Epiq pedig a Kamiqé.
A Škoda Elroqot Csehországban, a Škoda mladá boleslavi gyárában gyártják, az Enyaq iV mellett.

## Műszaki jellemzők
Az Elroq a Volkswagen-csoport elektromos járműveire szánt MEB-platformján alapul.

### Motorok
Az Elroq 3 akkumulátort kínál 4 verzióhoz: Elroq 50 52 hasznos kapacitású akkumulátorral, Elroq 60 58-val, Elroq 85 és 85X 77-val.
| Puissance moteur (kW)                              | 125                        | 150                        | 210         | 220         |
| Puissance maximale (ch)                            | 170                        | 204                        | 285         | 299         |
| Maximális nyomaték                                 | 310 Nm                     | 310 Nm                     | 545 Nm      | 545 Nm      |
| Max. sebesség                                      | 160 km/óra                 | 160 km/óra                 | 180 km/óra  | 180 km/óra  |
| Gyorsulás (0–100 km/óra)                           |                            |                            |             |             |
| Transmission                                       | Propulsion                 | Propulsion                 | Intégrale   | Intégrale   |
| Üres tömeg (kg)                                    |                            |                            |             |             |
| Akkumulátor                                        |                            |                            |             |             |
| Típusa                                             | Lithium Ion                | Lithium Ion                | Lithium Ion | Lithium Ion |
| Bruttó kapacitás (kWh)                             | 55                         | 63                         | 82          | 82          |
| Nettó kapacitás (kWh)                              | 21                         | 58                         | 77          | 77          |
| Hatótávolság (km)                                  | 370                        | 400                        | 560         |             |
| Fogyasztás (WLTP) (kWh/100 km)                     |                            |                            |             |             |
| Az akkumulátor tömege (kg)                         |                            |                            |             |             |
| Temps de recharge                                  |                            |                            |             |             |
| sur une prise Wallbox 3,7 kW (0 à 100 %)           |                            |                            |             |             |
| sur une borne 11 kW (10 à 100 %)                   |                            |                            |             |             |
| sur une borne rapide Sablon:Unité (DC) (15 à 80 %) | 25 perc (Sablon:Unité max) | 25 perc (Sablon:Unité max) | 28 perc     | 28 perc     |

### Különleges sorozat
- Elroq Sportline[4]

## Koncepcióautó

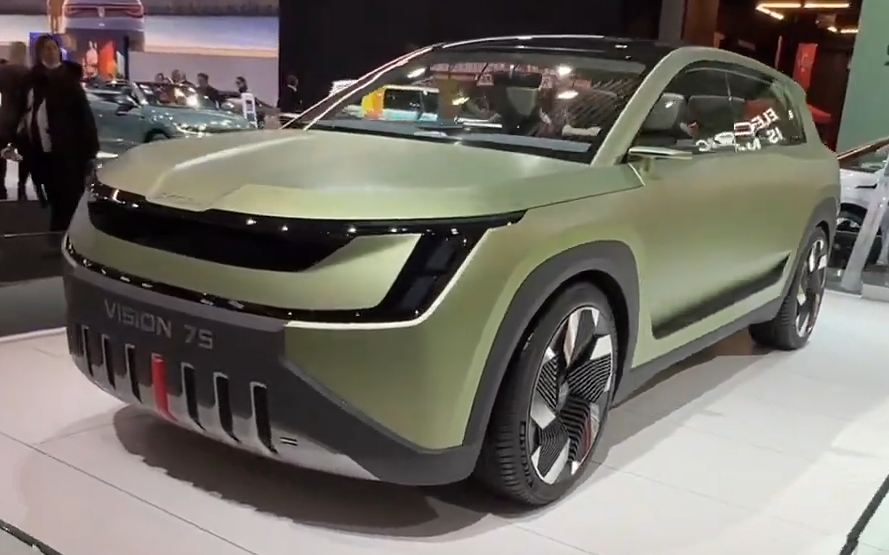
Škoda Vision 7S Concept (2022)

A Škoda Elroq alapjául szolgáló koncepcióautót 2022 novemberében Prágában bemutatott Škoda Vision 7S, amely meghatározza a gyártó új Modern Solid dizájnját.

## Fordítás
Ez a szócikk részben vagy egészben  a(z)   Škoda Elroq című francia Wikipédia-szócikk ezen változatának fordításán alapul.  Az eredeti cikk szerkesztőit annak laptörténete sorolja fel. Ez a jelzés csupán a megfogalmazás eredetét és a szerzői jogokat jelzi, nem szolgál a cikkben szereplő információk forrásmegjelöléseként.